# 南大町 (弘前市)
南大町（みなみおおまち）は、青森県弘前市の地名。郵便番号は036-8006。

## 地理
JR弘前駅の南側にあたる地区で、奥羽本線沿線西側の町。北は大町、北西は楮町、北西から西南にかけて松森町、南は取上、奥羽本線をはさんで東は城東に接する。

## 歴史

### 沿革
- 1966年（昭和41年） - 南大町になる。
- 1983年（昭和58年） - 大町一丁目、表町、外崎、取上、新楮町、楮町、松森町、富田町の一部で南大町一・二丁目を起立。

### 地名の由来
大町の南側にあることから。

## 世帯数と人口
2017年（平成29年）6月1日現在の世帯数と人口は以下の通りである。
| 丁目         | 世帯数  | 人口  |
| ------------ | ------- | ----- |
| 南大町一丁目 | 174世帯 | 343人 |
| 南大町二丁目 | 274世帯 | 491人 |
| 計           | 448世帯 | 834人 |

## 施設

### 教育
- よつば保育園

### 医療
- 伊藤眼科
- 竹谷整体療術院

### 商業
- ユニバース弘前南大町店
- 弘前綜合警備(株)

### 公共
- 青葉会館
- 新楮町々会児童館

## 小・中学校の学区
市立小・中学校に通う場合、学区は以下の通りとなる。
| 町丁         | 番・番地 | 小学校                 | 中学校             |
| ------------ | -------- | ---------------------- | ------------------ |
| 南大町一丁目 | 一部     | 弘前市立大成小学校     | 弘前市立第三中学校 |
| 南大町一丁目 | 一部     | 弘前市立第三大成小学校 | 弘前市立第三中学校 |
| 南大町二丁目 | 一部     | 弘前市立大成小学校     | 弘前市立第三中学校 |
| 南大町二丁目 | 一部     | 弘前市立第三大成小学校 | 弘前市立第三中学校 |

## 交通
- 弘南バス

南大町（弘前駅 - 川先・小比内経由 - さくら野弘前店）停留所。